# Университет Папуа — Новой Гвинеи
Университет Папуа — Новой Гвинеи (англ. University of Papua New Guinea, сокращённо — UPNG) — высшее учебное заведение Папуа — Новой Гвинеи. Университет был основан австралийской администрацией в 1965 году, вслед за расследованием Комиссии состояния высшего образования в Папуа — Новой Гвинеи, возглавляемой Джорджем Керри.
В университете обучается более 15 000 студентов. Открыто 5 студенческих общежитий и 13 исследовательских центров. В июле 2008 года было объявлено об открытии нового кампуса в городе Хониара. Это будет первый кампус UPNG на Соломоновых Островах.

## Программы обучения
- Медицина
- Фармакология (Pharmacy)
- Физика и естественные науки
- Юриспруденция (Law)
- Бизнес
- Гуманитарные науки (Humanities)
- Социальные науки (Social Sciences)

## Известные выпускники
- О’Нил, Питер (Peter O’Neil; род. 1965) — премьер-министр Папуа — Новой Гвинеи с 2011.